# تقلص كبسولي
التقلص الكبسولي (Capsular contracture) هو رد فعل غير طبيعي يقوم به الجهاز المناعي ضد المواد الغريبة التي تدخل جسم الإنسان. طبيًا، تحدث تلك الحالة غالبًا كأحد مُضاعفات زرع الثدي وجراحات المفاصل الصناعية الترقيعية.
يحدث التقلص الكبسولي دائمًا بعد تكون كبسولات من أنسجة الكولاجين المنسوجة بإحكام، والتي يُنتجها الجهاز المناعي بسبب وجود المواد الغريبة التي تم تركيبها جراحيًا في جسم الإنسان، مثل حشوات الثدي وناظمات القلب الاصطناعية والأطراف الصناعية؛ كنوع من الحماية البيولوجية بالعزل والتحمل. ويحدث التقلص الكبسولي عندما تُحاصر كبسولات أنسجة الكولاجين حشوات الثدي وتضغط عليها بشدة؛ حيث يعتبر ذلك من المضاعفات الطبية التي قد تكون مُزعجة ومؤلمة للغاية، وأيضًا قد تُشوه شكل حشوة الثدي والثدي نفسه. وعلى الرغم أن السبب وراء التقلص الكبسولي مجهول حتى الآن، فإن العوامل الشائعة التي تساعد في حدوثه تشمل التلوث البكتيري، وتهتك صدفة حشوة الثدي، وتسرب هلام السيليكون المُستخدم في حشوة الثدي، والورم الدموي.
ونظرًا لأن التقلص الكبسولي يحدث نتيجةً لدفاع الجهاز المناعي عن سلامة وصحة جسم المريض، فإنه قد يحدث مرة أخرى، حتى بعد إجراء الجراحة التصليحية للمسبب الأصلي. تُصنف درجة الإصابة بالتقلص الكبسولي إلى أربع درجات باستخدام مقياس بيكر (Baker scale):
- الدرجة الأولى 	— يظل فيها الثدي ناعمًا كطبيعته ويظهر بشكله وحجمه الطبيعيين
- الدرجة الثانية 	— يصبح الثدي جامدًا إلى حدٍ ما، ولكن يظل شكله طبيعيًا
- الدرجة الثالثة — يُصبح الثدي صلبًا ويصبح شكله غير طبيعي
- الدرجة الرابعة — يُصبح الثدي صلبًا جدًا، ومؤلمًا للغاية حيث لا تستطيع أن تلمسه، ويصبح شكله غير طبيعي

ومن أساليب جراحات زراعة الثدي التي استطاعت أن تقلل من التقلص الكبسولي، حشوات الثدي التي تُزرع تحت العضلات، باستخدام الحشوات مُحكمة الطبقات أو الحشوات المصقولة بالبولي يورثان والاستخدام المحدود للحشوات وتقليل اتصال الحشوة بجلد الصدر إلى أقل حد ممكن قبل إدخالها في الثدي ومعالجة المناطق الجراحية بمضاد حيوي ثلاثي. وقد يحتاج علاج التقلص الكبسولي أحيانًا إلى التدخل الجراحى لاستئصال كبسولات التقلص، أو إزالة حشوة الثدي نفسها أو استبدالها. توقفت الآن جراحات استئصال التقلص الكبسولي (تحطيم الكبسولات عن طريق المعالجة الخارجية)، والتي كانت من أكثر الطرق انتشارًا لعلاج التقلص الكبسولي، وذلك لأنها قد تؤدي إلى تمزق حشوة الثدي نفسها. أما بالنسبة لطرق علاج التقلص الكبسولي غير الجراحية فتشمل، التدليك والأمواج فوق الصوتية الخارجية،  والمعالجة بمضادات الليوكوترين (مثل أكوليت (Accolate) وسينجولير (Singulair)) , والعلاج باستخدام نبضات المجال الكهرومغناطيسي.
قدَّمت شركة مينتور العالمية ذات المسؤولية المحدودة (Mentor Worldwide LLC)، إحدى الشركتين الأمريكيتين المعتمدتين من إدارة الأغذية والأدوية الأمريكية (FDA) لإنتاج أجهزة زراعة الثدي، دراسة عن المضاعفات الطبية التي قد يعاني منها المرضى الذين خضعوا لجراحات زراعة الثدي. وفي مارس 2008، أشار تقرير شركة مينتور، الذي قُدم في العرض التقديمي لإدارة الأغذية والأدوية الأمريكية، إلى أن 43% من المرضى الذين خضعوا لجراحة زراعة الثدي باستخدام المحلول الملحي المعقم قد تعرضوا لمُضاعفات صحية في خلال ثلاث سنوات من خضوعهم للجراحة، وعلاوة على ذلك فقد عانى 10% من المرضى من التقلص الكبسولي.[بحاجة لمصدر]